# جورج آدمسكي
كان جورج آدمسكي (17 أبريل 1891 - 23 أبريل 1965) مواطنًا بولنديًا أمريكيًا ومؤلفًا أصبح معروفًا على نطاق واسع في دوائر علم الأجسام الطائرة مجهولة الهوية (اليوفولوجي)، وإلى حد ما في الثقافة الشعبية، بعد أن ادعى أنه التقط صورًا لسفن فضائية من كواكب أخرى، والتقى بأخوة فضاء من الفضائيين النورديين، وذهب في رحلات معهم إلى القمر وكواكب أخرى. 
كان أول وأشهر المتواصَل معهم المزعومين في الخمسينيات من القرن الماضي. وصف آدمسكي نفسه بأنه «فيلسوف ومعلم وطالب وباحث في مجال الصحون الطائرة»، على الرغم من أن معظم الباحثين خلصوا إلى أن ادعاءاته كانت خدعًا معقدة، وأن آدمسكي نفسه كان فنانًا محتالًا. 
ألّف آدمسكي ثلاثة كتب تصف لقاءاته مع الفضائيين النورديين ورحلاته معهم على متن سفن الفضاء الخاصة بهم: هبطت الصحون الطائرة (شارك في كتابته مع ديسموند ليزلي) في عام 1953، وداخل السفن الفضائية في عام 1955، ووداع الصحون الطائرة في عام 1961. كان أول كتابين الأكثر مبيعًا، وبحلول عام 1960، بيع ما مجموعه 200,000 نسخة. 

## اليوفولوجي
في 9 أكتوبر 1946، خلال زخة شهب، ادعى آدمسكي وبعض الأصدقاء أنه أثناء وجودهم في مخيم حدائق بالومار، شهدوا «سفينة أم» كبيرة على شكل سيجار. في أوائل عام 1947، التقط آدمسكي صورة لما ادعى أنه كان «السفينة الأم» على شكل السيجار في عام 1946 أثناء عبورها أمام القمر فوق حدائق بالومار. في صيف عام 1947، بعد أول مشاهدات علنية لأجسام طائرة مجهولة الهوية (يو إف أو) في الولايات المتحدة الأمريكية على نطاق واسع، ادعى آدمسكي أنه رأى 184 جسمًا غريبًا يمر فوق حدائق بالومار ذات مساء.
في عام 1949، بدأ آدمسكي بإعطاء أول محاضرات له في عن الأجسام الطائرة مجهولة الهوية للمجموعات المدنية والمنظمات الأخرى في جنوب كاليفورنيا. طلب وتلقى الرسوم مقابل المحاضرات. في هذه المحاضرات، قدم ادعاءات «غريبة»، مثل أن «الحكومة والعلوم أثبتوا وجود الأجسام الطائرة الغريبة قبل عامين، من خلال تتبع رادار لمركبة فضائية طولها 700 قدم على الجانب الآخر من القمر». ادعى آدمسكي في محاضراته أن «العلم يعرف الآن أن جميع الكواكب [في النظام الشمسي للأرض] مأهولة» و«صور المريخ المأخوذة من مرصد جبل بالومار أثبتت أن القنوات على المريخ من صنع الإنسان، بُنيَت من قبل ذكاء يفوق بكثير أي إنسان على وجه الأرض».
لاحظ أحد المؤرخين في مجال الأجسام الطائرة الغريبة أنه «حتى في أوائل الخمسينيات من القرن الماضي، ناقضت تأكيدات [آدمسكي] حول ظروف السطح على كوكب الزهرة والمريخ وسكانه، وكواكب النظام الشمسي الأخرى الأدلة العلمية الضخمة... كان علماء الأجسام الطائرة الغريبة «السائدون» معادين على نحو متماثل تقريبًا لآدمسكي، معتبرين أن قصص الاتصال الخاصة به وما شابهها كانت احتيالية وأن المتواصل معهم كانوا يجعلون الباحثين الجادين في مجال الأجسام الطائرة الغريبة يبدون سخيفين».
في 29 مايو 1950، التقط آدمسكي صورة لما زعم أنه ستة أجسام مجهولة الهوية في السماء، والتي بدا أنها تحلق في تشكيل محدد. صوّرت هذه الصورة نفسها للجسم الغريب في طابع تذكاري في أغسطس 1978 أصدرته دولة جزيرة غرينادا من أجل الاحتفال بـ«عام الأجسام الغريبة».